# 黒キ渚
『黒キ渚』（くろキなぎさ）は、2013年3月20日に発売された黒木渚の1枚目のミニ・アルバム。

## 解説
作品のコンセプトはタイトルに集約されており、「黒キ渚」の「キ」は「ノットイコール」(≠) を表している。闇を拒絶せず、内包するというスタンスで曲作りをしてきた黒木渚の世界は決して漆黒ではない、“陰”と“陽”が確実に存在しているという意思表明から名付けられた。
アルバムジャケットのアートワークは、黒を背景に鳥や柱や腕などで「黒キ渚」の文字をコラージュしたものになっている。アーティスト写真の撮影は写真家の蜷川実花が担当した。
全7曲構成で、2012年リリースのシングル「あたしの心臓あげる」や、髭（HiGE）の會田茂一プロデュースによる「骨」、同じく髭の斉藤祐樹をギタリストに迎えた「クマリ」、根岸孝旨がプロデュース、田渕ひさ子（bloodthirsty butchers、LAMA、toddle）がサポートギタリストを務める「カルデラ」の他、アマチュア時代の音源で廃盤となっていた「赤紙」などを収録。デビューするにあたり、妥協したくないという思いからダメ元でオファーしたところ、全員から快諾を得て、これらのプロデュースが実現した。
リード曲の「骨」は、黒木渚の“陽”の部分を強く反映したポジティブな楽曲となっており、アルバムリリースに伴いミュージックビデオが公開された。また、全国7公演のリリースツアー『黒木渚 1st mini album「黒キ渚」RELEASE TOUR「複合人格」』が発表された。
リリースから4か月後の2013年7月には「第6回CDショップ大賞」の1次ノミネート作品に選出された。

## 収録曲
| 全作詞・作曲: 黒木渚（個人）、全編曲: 黒木渚（バンド）。 |                        |                |                |
| #                                                        | タイトル               | 作詞           | 作曲・編曲     |
| 1.                                                       | 「あたしの心臓あげる」 | 黒木渚（個人） | 黒木渚（個人） |
| 2.                                                       | 「クマリ」             | 黒木渚（個人） | 黒木渚（個人） |
| 3.                                                       | 「骨」                 | 黒木渚（個人） | 黒木渚（個人） |
| 4.                                                       | 「赤紙」               | 黒木渚（個人） | 黒木渚（個人） |
| 5.                                                       | 「エスパー」           | 黒木渚（個人） | 黒木渚（個人） |
| 6.                                                       | 「カルデラ」           | 黒木渚（個人） | 黒木渚（個人） |
| 7.                                                       | 「砂金」               | 黒木渚（個人） | 黒木渚（個人） |